# Annibale Evaristo Breccia
Pour les articles homonymes, voir Breccia.
Hannibal Evariste Breccia (né à Offagna le 18 juillet 1876 - mort à Rome le 28 juillet 1967) est un archéologue et égyptologue italien.

## Biographie
Après avoir terminé en 1900 ses études d'histoire ancienne à l'université de Rome, où il a été l'élève de Karl Julius Beloch, il participe en 1903 à la mission archéologique italienne en Égypte dirigée par Ernesto Schiaparelli. Dès 1904, il est choisi pour succéder comme directeur du musée gréco-romain d'Alexandrie à son fondateur Giuseppe Botti (mort en 1903). Il reste à ce poste jusqu'à la fin de 1931, où il est remplacé par Achille Adriani (it). Il devient professeur d'histoire grecque et romaine à l'université de Pise, où il succède à Giovanni d'Achiardi comme recteur en 1939 et où il est remplacé par Carlo Alberto Biggini en 1941.
Après sa nomination à Pise, il continue de mener des fouilles en Égypte, par exemple en 1935 et 1936 à Antinoë. Mais en 1937 il est atteint d'une maladie grave et doit renoncer aux missions sur le terrain, qui furent confiées à son élève Sergio Donadoni.
Il a dirigé des fouilles à Alexandrie et sur de nombreux sites importants d'Égypte ainsi qu'à Cyrène, en Libye.
Il a été membre de l'Accademia dei Lincei et de l'Académie des sciences de Turin.
Sa correspondance, ses manuscrits et ses plaques photographiques ont été donnés en 1967 par son épouse Paulina Salluzzi à l'université de Pise et font maintenant partie des collections universitaires égyptologiques.

## Publications
- Catalogue général des Antiquités égyptiennes du Musée d’Alexandrie. Iscrizioni Greche e Latine per Evaristo Breccia, Le Caire, Imprimerie de l'Institut français d'archéologie orientale, 1911.
- Municipalité d'Alexandrie. Alexandrea ad Aegyptum : Guide de la ville ancienne et moderne et du musée gréco-romain, Bergame, Instituto Italiano d'Arti Grafiche, 1914 (éd. anglaise publiée en 1922).